# 앤드루 헉슬리

헉슬리 가의 족보

앤드루 헉슬리 경(영어: Sir Andrew Huxley, OM, FRS, 1917년 11월 22일 ~ 2012년 5월 30일)은 영국의 전기생리학, 생물리학자로, 앨런 로이드 호지킨과 함께 오징어의 거대축색(squid giant axon)에서 활동전위(action potential)가 생겨나는 원리를 밝혀내었다. 1963년에 노벨 생리학·의학상을 받았다.
헉슬리는 작가 레너드 헉슬리와 그의 두 번째 부인인 로잘린드 블루스 사이에서 태어났으며, 생물학자인 줄리언 헉슬리, 작가인 올더스 헉슬리와는 이복 형제이다.

## 서훈
- 1974년 기사작위(Knight Bachelor) 서임[1]
- 1983년 메리트 훈장(Order of Merit; OM)[2]